# Fábrica Fagus
La Fábrica Fagus (en alemán: Fagus-Werk), una fábrica de hormas en Alfeld en Alemania, es un ejemplo importante de arquitectura moderna temprana. Encargada por el propietario Carl Benscheidt que quería una estructura radical que expresara la ruptura con el pasado de la compañía, la fábrica fue diseñada por Walter Gropius y Adolf Meyer. Se construyó entre 1911 y 1913, con añadidos e interiores completados en 1925. El conjunto arquitectónico de la Fábrica Fagus fue declarado Patrimonio de la Humanidad por la Unesco en 2011.

## Influencias

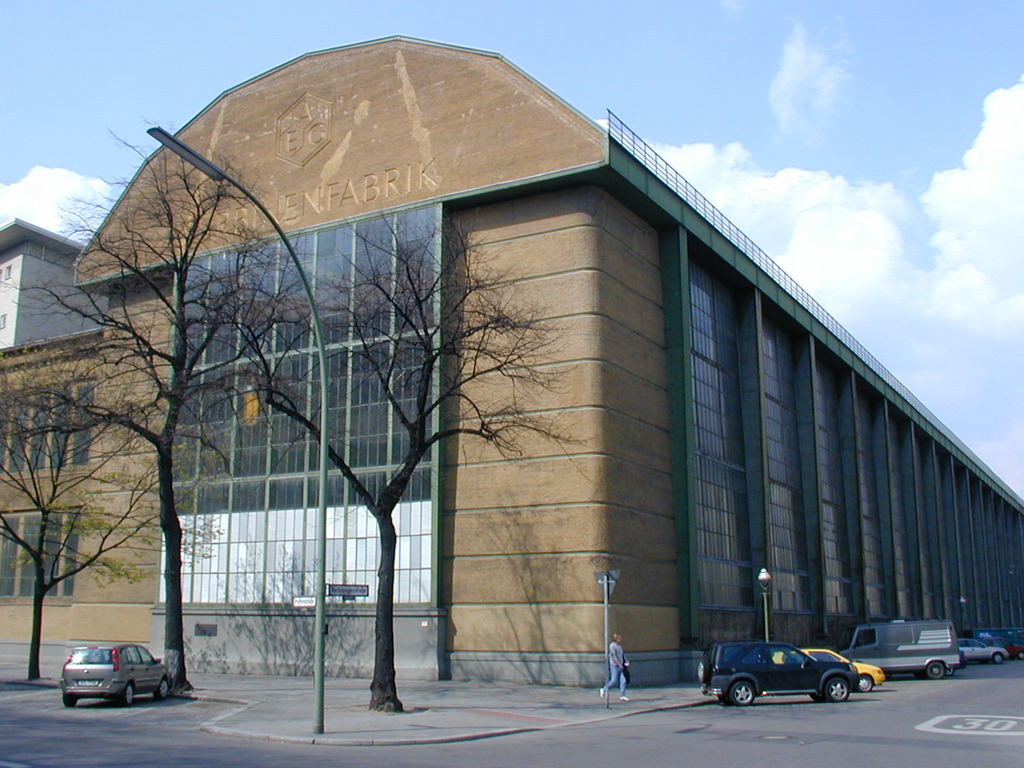
Fábrica de turbinas de AEG de Peter Behrens, 1910.

La mayor influencia de este edificio fue la fábrica de turbinas AEG diseñada por Peter Behrens. Gropius y Meyer habían trabajado en el proyecto y con Fagus presentan su interpretación y crítica del trabajo de su maestro. El edificio principal de Fagus puede verse como una inversión de la fábrica de turbinas. Ambas esquinas libres de soportes y superficies de cristal entre los pilares que cubren toda la altura del edificio. Sin embargo en la fábrica de turbinas las esquinas están cubiertas de pesados elementos que se inclinan hacia dentro. Las superficies de vidrio también se inclinan hacia dentro y quedan empotrados con relación a los pilares. Los elementos de apoyo están atenuados y el edificio muestra una imagen de estabilidad y monumentalidad. En Fagus ocurre exactamente lo contrario; las esquinas se dejan abiertas y los pilares están escondidos, dejando la superficie de vidrio por el exterior. Gropius describe esta transformación diciendo,
"El papel de los muros se restringió a ser meras cortinas estiradas entre las columnas erguidas en la estructura para preservar de la lluvia, el frío y el ruido"
En el tiempo del diseño de Fagus, Gropius estaba recopilando fotografías de edificios industriales en EE. UU. una publicación de Deutscher Werkbund. El diseño de estas fábricas fue también fuente de inspiración para Fagus.

## Historia

### El propietario de Fagus
Carl Benscheidt (1858-1947) fundó la compañía Fagus en 1910. Empezó trabajando para Arnold Rikkli, que practicaba la medicina natural, con quien aprendió sobre las hormas para zapatos ortopédicos (bastante raro en aquella época). En 1887 Benscheidt fue contratado por el fabricante de hormas Carl Behrens como director de su fábrica de Alfeld. Tras la muerte de Behrens en 1896, Benscheidt pasó a ser director general de la compañía, convirtiéndose en una de las mayores en su sector de Alemania. En octubre de 1910, dimitió de su puesto por unas desavenencias con el hijo de Behrens.

### Encargo
Tras su dimisión, Benscheidt comenzó con su nueva compañía. Se estableció asociado a una empresa norteamericana de la que adquirió tanto capital como experiencia. Compró el terreno enfrente de la compañía de Behrens y contrató al arquitecto Eduard Werner (1847-1923), a quien conocía de una anterior reforma de la fábrica de Behrens. A pesar de que Werner era especialista en fábricas, Benscheidt no estaba conforme con la apariencia exterior de su diseño. Su fábrica estaba separada de la de Behrens por una vía de tren y Benscheidt pensó en la elevación del edificio por ese lado (norte) como un anuncio permanente de su fábrica. En enero de 1911 contactó con Walter Gropius y le ofreció el trabajo de rediseñar las fachadas. Gropius aceptó la oferta, comenzado una larga colaboración que se extendería hasta 1925 cuando la última de las edificaciones se terminó.

### Construcción
Durante la construcción, Gropius y su socio Meyer estuvieron bajo una gran presión para mantener el ritmo de los trabajos. Se comenzó en mayo de 1911 sobre la base de los planos de Werner, y Benscheidt esperaba que la fábrica comenzara la producción en el invierno de ese mismo año. Se consiguió en gran parte y en 1912 Gropius y Meyer diseñaron los interiores del edificio principal y otros edificios secundarios menores.
Para poder hacer frente a los costes adicionales del diseño de Gropius, Benscheidt y sus socios americanos se habían decidido por un edificio menor del que estaba siendo planificado. En el invierno de 1912 estaba claro que la fábrica no soportaba el número de pedidos y se decidió hacer una gran ampliación. Para entonces el contrato era directo a Gropius y Meyer y, desde entonces, iban a ser los únicos arquitectos de los edificios de Fagus. La ampliación prácticamente doblaba la superficie de los edificios mediante añadidos hacia la calle (sur). Esto dio la oportunidad de crear una elevación adecuada hacia la misma. Inicialmente la elevación principal era la orientada hacia el norte y que daba a las vías del tren y la fábrica de Behrens. 
El trabajo en la ampliación comenzó en 1913 y apenas estuvo terminado cuando estalló la Primera Guerra Mundial. Durante la guerra solo fueron posibles trabajos menores como la sala de generadores y la chimenea que se convirtió en una característica destacada del complejo.
Tras la guerra el trabajo continuó con la ampliación de edificios menores como la portería y el muro del cerramiento. Durante ese tiempo los arquitectos, en colaboración con profesores y alumnos de la Escuela de Bauhaus, diseñaron los interiores y el mobiliario del edificio principal. También recomendaron varios diseñadores para la campaña publicitaria de Fagus. Desde 1923 hasta 1925, los arquitectos trabajaron también en una nueva ampliación que nunca se realizó. No fue hasta 1927 cuando Benscheidt escribió a Gropius para explicarle que las actividades deberían parar hasta posteriores noticias debido a dificultades financieras.

### Diseño
Aunque construidos con diferentes sistemas, todos los edificios del lugar tienen una imagen común y aparecen como un todo unificado. Los arquitectos lo lograron usando algunos elementos comunes en todos los edificios. El primero de ellos es el uso de grandes ventanales de abajo a arriba en marcos de acero que rodean las esquinas del edificio sin una estructura visible. El otro elemento unificador es el uso del ladrillo. Todos los edificios tienen una base de 40 cm de ladrillo negro y el resto está realizado en ladrillo amarillo. Esta combinación consigue un efecto de luminosidad que Gropius llamó “eterealización”.
Para incrementar esta sensación de luminosidad, Gropius y Meyer usaron una serie de efectos ópticos como elementos más altos que anchos en las ventanas, que a su vez son más largas en las esquinas y más altas en el último piso.
El diseño del edificio se orientó hacia la vía del tren. Benscheidt consideraba que la vista de los pasajeros de los trenes fuera la que determinase la imagen del edificio y puso el acento en la fachada con esa orientación. Peter Behrens (con quienes Gropius y Meyer estuvieron trabajando un año antes de empezar en la fábrica Fágus) había señalado que los arquitectos debían considerar como la velocidad de los modernos medios de transporte afectaba a la percepción de la arquitectura. Gropius había comentado el tema en sus escritos. De acuerdo con la historiadora de arquitectura Annemarie Jaeggi estas cuestiones fueron importantes en el diseño de Fagus.

## Galería

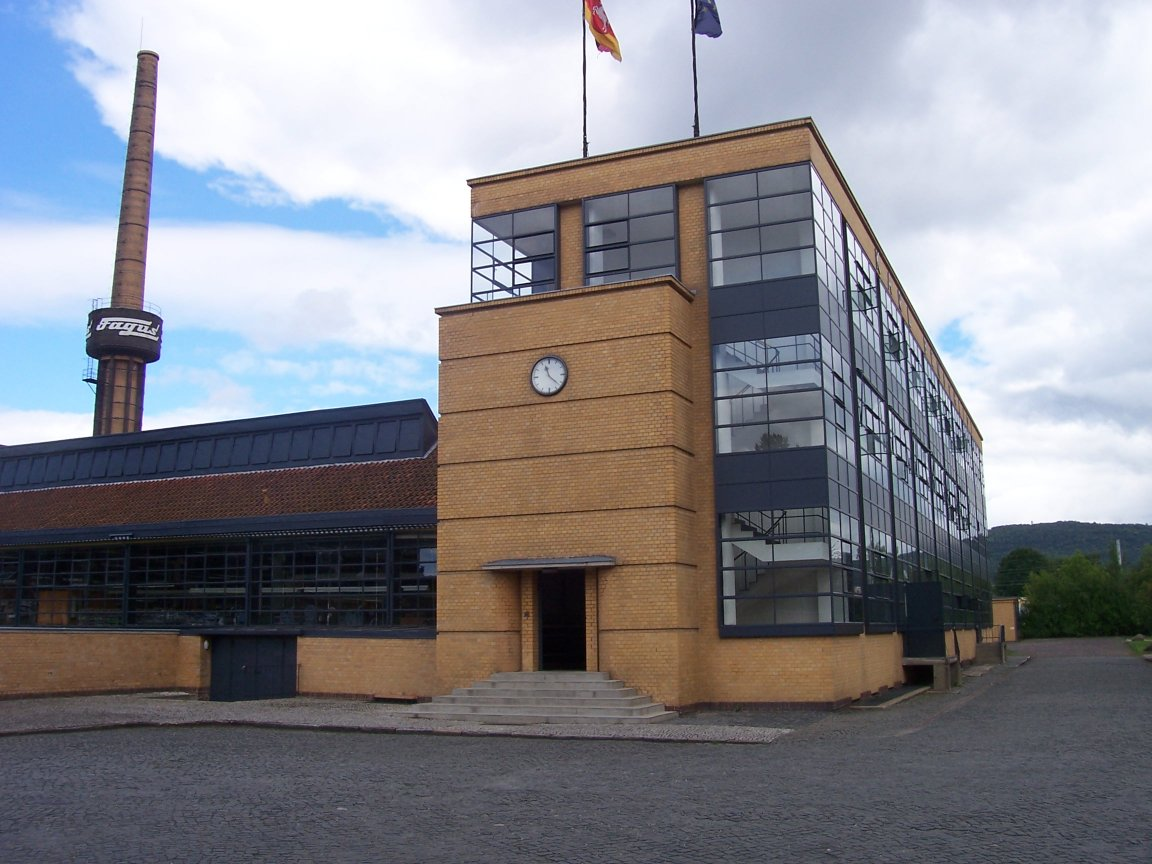
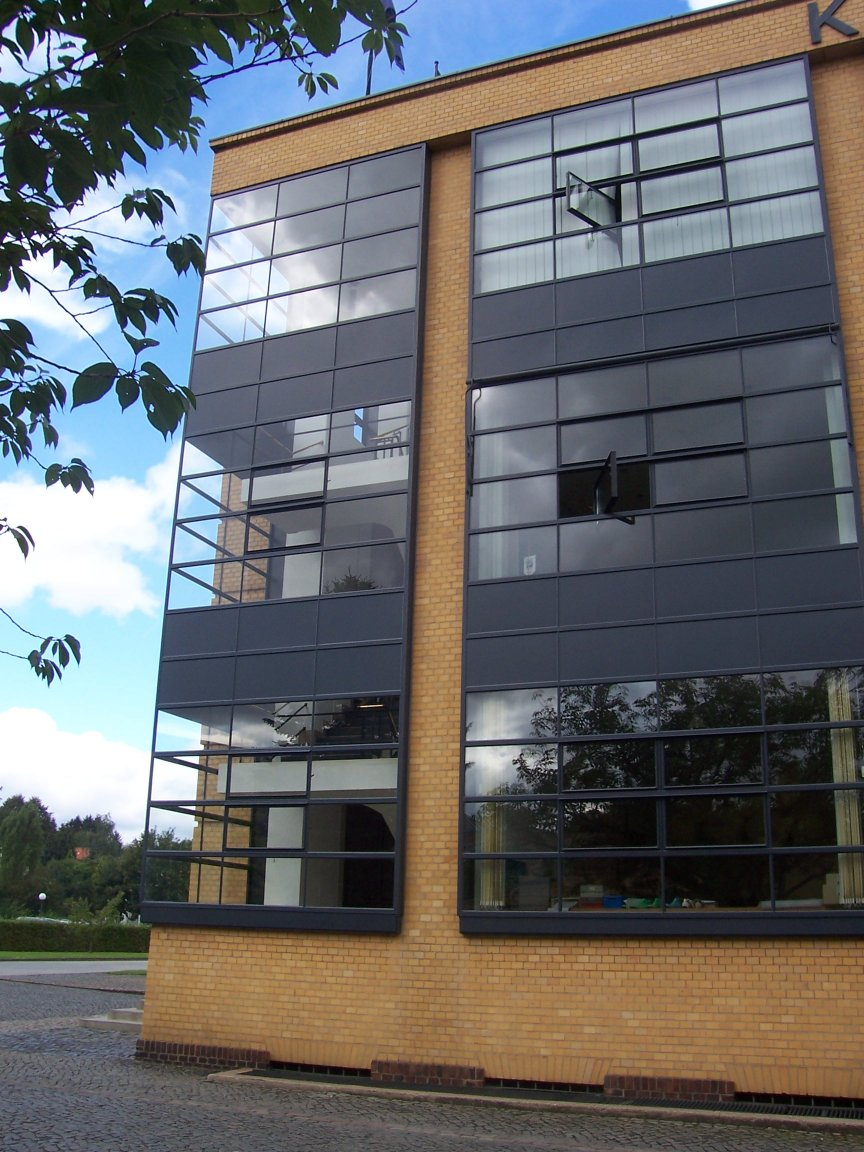
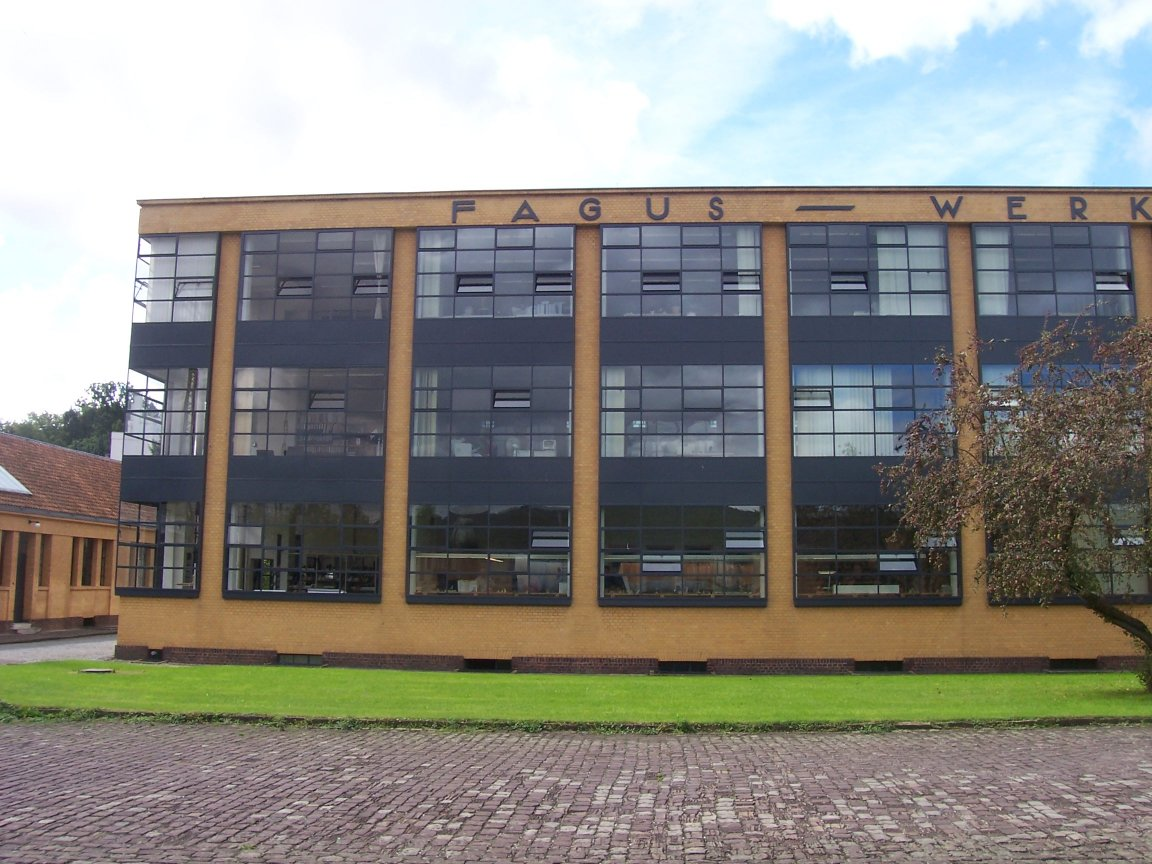